# RTR
La RTR (sigla di Radiotelevisiun Svizra Rumantscha) è la struttura interna della SRG SSR, l'azienda radiotelevisiva pubblica svizzera federale, che offre una programmazione per gli spettatori svizzeri di lingua romancia.
A differenza delle altre strutture interne della SRG SSR possiede solo il canale radiofonico Radio RTR (già Radio Rumantsch), mentre i programmi televisivi da essa prodotti sono trasmessi su RSI LA2, SRF 1 e SRF info.

## Storia
Il 17 gennaio 1925 venne messa in onda la prima trasmissione radiofonica in romancio sotto la responsabilità di Felix Huonder. Le trasmissioni regolari iniziarono, tuttavia, nel 1943. Radio Rumantsch venne fondata nel 1954 quando presero avvio le prime trasmissioni radiofoniche per il Canton Grigioni. 
Le prime trasmissioni televisive in romancio cominciarono il 17 febbraio 1963 con il programma Il Balcun Tort per celebrare il 25º anniversario del provvedimento che aveva elevato il romancio a quarta lingua federale svizzera. A partire dal 1972 la TV DRS diede largo spazio ai programmi in romancio. Le trasmissioni regolari iniziarono, però, nel 1975 con la nascita della Televisiun Rumantscha che produceva il telegiornale quotidiano in romancio Telesguard, messo in onda sulla TV DRS, ed il programma Cuntrasts.
In seguito alla riorganizzazione della SSR, Radio Rumantsch divenne un'unità autonoma nel 1991, venne poi riunita nel 1995 alla Televisiun Rumantscha che era stata separata dalla Schweizer Fernsehen DRS. La nuova unità, chiamata Radio e Televisiun Rumantscha, comprende ormai sia la radio che la televisione.

## Loghi

1998-2004[senza fonte]
Logo utilizzato fino al 31 dicembre 2010
Logo attuale